# Tournoi de Wimbledon 1902
 (mai 2023).
Si vous disposez d'ouvrages ou d'articles de référence ou si vous connaissez des sites web de qualité traitant du thème abordé ici, merci de compléter l'article en donnant les références utiles à sa vérifiabilité et en les liant à la section « Notes et références ».
Résultats du Tournoi de Wimbledon 1902.

## Simple messieurs
Finale : Hugh Lawrence Doherty  Royaume-Uni bat Arthur Gore  Royaume-Uni 6-4, 6-3, 3-6, 6-0

## Simple dames
Finale : Muriel Robb  Royaume-Uni bat Charlotte Cooper  Royaume-Uni 7-5, 6-1